# Ven Law
Der Ven Law ist ein Hügel der Moorfoot Hills. Es handelt sich um den Hausberg der Kleinstadt Peebles, der den südwestlichen Abschluss der Hügelkette bildet. Seine 325 m hohe Kuppe befindet sich in der schottischen Council Area Scottish Borders. Der Ven Law erhebt sich rund einen Kilometer nordöstlich des Stadtzentrums. Seine Hängen sind als Teil des Glentress Forests weitgehend bewaldet. Die Schartenhöhe das Ven Law beträgt 36 Meter.

## Umgebung
Entlang der Ostflanke des Ven Law verläuft der Soonhope Burn, der sich bei Peebles in den Tweed ergießt, der entlang seiner Südflanke verläuft.
Nahe der Kuppe des Ven Law finden sich die Überreste eines undatierten Hillforts. Mehrere Mauern umgaben die ovale Anlage, deren maximale Länge und Breite mit 80 beziehungsweise 58 Metern angegeben wird. Heute ist das Areal überwachsen. Vereinzelt sind Mauerreste bis zu 60 cm Höhe erhalten. An den Hängen des Ven Law sind verschiedene Besiedlungsspuren erhalten. Hierzu zählt ein durch zwei ovale, maximal 34 × 27 m umfassende Palisadenwerke umgebene Siedlung am Nordosthang sowie eine ähnliche, 23 × 18 m umfassende Anlage westlich der Kuppe. Ein weiterer Siedlungsrest am Nordhang ist als Scheduled Monument denkmalgeschützt. Am Nordwesthang des Ven Law wurde einst Stein gebrochen.